# 1. FC Schweinfurt 05
1. FC Schweinfurt 05 is een Duitse sportclub uit Schweinfurt in Beieren. Buiten voetbal biedt de club ook korfbal, vuistbal, handbal, hockey, badminton, gymnastiek en atletiek aan.
De club werd in 1905 opgericht en fusioneerde in 1928 met Turngemeinde Schweinfurt von 1848 maar deze unie hield slechts 2 jaar stand.
In 1931 bereikte de club de hoogste klasse en het zou 45 jaar duren vooraleer de club zou degraderen, al zou het wel door de invoering van de Bundesliga in 1963 in de 2de klasse ingedeeld worden. Na 2 jaar werd de competitie hervormd onder impuls van het Derde Rijk en werd de Gauliga ingevoerd. Schweinfurt speelde in de Gauliga Bayern en werd daar 2 keer kampioen (1939, 1942).
Na WOII werd de club in de Oberliga Süd ingedeeld en bleef daar spelen tot aan de oprichting van de Bundesliga, dan speelde de club in de Regionalliga Süd tot ook deze werd opgeheven in 1974 en vervangen werd door de 2. Bundesliga. 2 keer maakte de club kans op promotie naar de 1ste klasse, in 1966 en 1974.
In 1976 kreeg de club financiële problemen en werd voor het eerst gedegradeerd. Het dieptepunt werd in 1984 bereikt toen de club naar de Landesliga Bayern degradeerde (4de klasse). Dan werd de club een liftploeg tussen 3de en 4de klasse met slechts enkele optredens in de 2de klasse (1990-91 en 2001-02).
De club kreeg geen licentie voor de Regionalliga in het seizoen 2004/05 en degradeerde naar de Oberliga Bayern. In de herfst van 2004 ging de club failliet en werd uit de tabellen geschrapt. Het volgende seizoen ging een nieuwe club van start in de Landesliga (toen 5e klasse). De club klom weer terug naar de Bayernliga in 2007. Na één seizoen werd de 3. Liga ingevoerd waardoor de Bayernliga niet langer de vierde, maar de vijfde klasse werd. In 2009 degradeerde de club, maar kon na één seizoen terugkeren. In 2013 promoveerde de club naar de Regionalliga Bayern. Na elf seizoenen in de Regionalliga werd de ploeg kampioen en promoveerde het in 2025 naar de 3. Liga.

## Erelijst
- Gauliga Bayern
  - 1939, 1942
- Regionalliga Süd
  - 1966
- Bayerischer Pokal
  - 1933, 2017, 2018

## Eindklasseringen vanaf 1964 (grafisch)
- 1964 7e
Regionalliga
- 1965 15e
Regionalliga
- 1966 1e
Regionalliga
- 1967 10e
Regionalliga
- 1968 5e
Regionalliga
- 1969 6e
Regionalliga
- 1970 5e
Regionalliga
- 1971 6e
Regionalliga
- 1972 12e
Regionalliga
- 1973 14e
Regionalliga
- 1974 15e
Regionalliga
- 1975 3e
2. Bundesliga
- 1976 18e
2. Bundesliga
- 1977 14e
Niveau 3
- 1978 8e
Niveau 3
- 1979 3e
Oberliga
- 1980 4e
Oberliga
- 1981 4e
Oberliga
- 1982 2e
Oberliga
- 1983 16e
Oberliga
- 1984 1e
Niveau 4
- 1985 18e
Oberliga
- 1986 1e
Niveau 4
- 1987 14e
Oberliga
- 1988 10e
Oberliga
- 1989 2e
Oberliga
- 1990 1e
Oberliga
- 1991 20e
2. Bundesliga
- 1992 7e
Oberliga
- 1993 9e
Oberliga
- 1994 9e
Oberliga
- 1995 5e
Oberliga
- 1996 3e
Oberliga
- 1997 5e
Oberliga
- 1998 1e
Oberliga
- 1999 5e
Regionalliga
- 2000 11e
Regionalliga
- 2001 3e
Regionalliga
- 2002 17e
2. Bundesliga
- 2003 12e
Regionalliga
- 2004 15e
Regionalliga
- 2005 19e
Oberliga
- 2006 7e
Verbandsliga
- 2007 1e
Verbandsliga
- 2008 16e
Oberliga
- 2009 17e
Oberliga
- 2010 2e
Niveau 6
- 2011 9e
Oberliga
- 2012 12e
Oberliga
- 2013 1e
Oberliga
- 2014 16e
Regionalliga
- 2015 13e
Regionalliga
- 2016 14e
Regionalliga
- 2017 8e
Regionalliga
- 2018 3e
Regionalliga
- 2019 4e
Regionalliga
- 2021 4e
Regionalliga
- 2022 5e
Regionalliga
- 2023 6e
Regionalliga
- 2024 10e
Regionalliga
- 2025 1e
Regionalliga

- Niveau 2
- Niveau 3
- Niveau 4
- Niveau 5
- Niveau 6

| Legenda niveautijdlijn | Legenda niveautijdlijn      | Legenda niveautijdlijn      | Legenda niveautijdlijn      | Legenda niveautijdlijn    | Legenda niveautijdlijn |
| Liga                   | Seizoen 1963/64 t/m 1973/74 | Seizoen 1974/75 t/m 1993/94 | Seizoen 1994/95 t/m 2007/08 | Seizoen 2008/09 tot heden | Opmerking              |
| ---------------------- | --------------------------- | --------------------------- | --------------------------- | ------------------------- | ---------------------- |
| Bundesliga             | Niveau I                    | Niveau I                    | Niveau I                    | Niveau I                  |                        |
| 2. Bundesliga          | --                          | Niveau II                   | Niveau II                   | Niveau II                 |                        |
| 3. Liga                | --                          | --                          | --                          | Niveau III                |                        |
| Regionalliga           | Niveau II                   | --                          | Niveau III                  | Niveau IV                 |                        |
| Oberliga               | --                          | Niveau III *                | Niveau IV                   | Niveau V                  | * vanaf 1978/79        |

## Eindklasseringen vanaf 1964
| Seizoen | Competitie          | Niveau | Eindstand | DFB Pokal | Opmerking |
| ------- | ------------------- | ------ | --------- | --------- | --- |
| 1963/64 | Regionalliga Süd    | II     | 7         | --        | |
| 1964/65 | Regionalliga Süd    | II     | 15        | --        | |
| 1965/66 | Regionalliga Süd    | II     | 1         | --        | 4e in promotieserie B met Rot-Weiss Essen, FC St. Pauli en 1. FC Saarbrücken                                       |
| 1966/67 | Regionalliga Süd    | II     | 10        | --        | |
| 1967/68 | Regionalliga Süd    | II     | 5         | 1e ronde  | < Eintracht Frankfurt: 1-4 n.v.                                                                                    |
| 1968/69 | Regionalliga Süd    | II     | 6         | 1e ronde  | < Arminia Hannover: 0-4                                                                                            |
| 1969/70 | Regionalliga Süd    | II     | 5         | --        | |
| 1970/71 | Regionalliga Süd    | II     | 6         | --        | |
| 1971/72 | Regionalliga Süd    | II     | 12        | 1e ronde  | < Eintracht Frankfurt: 1-0/1-6                                                                                     |
| 1972/73 | Regionalliga Süd    | II     | 14        | --        | |
| 1973/74 | Regionalliga Süd    | II     | 15        | --        | |
| 1974/75 | 2. Bundesliga#Süd   | II     | 3         | 1e ronde  | < 1. FC Kaiserslautern: 3-4                                                                                        |
| 1975/76 | 2. Bundesliga#Süd   | II     | 18        | 1e ronde  | < Tennis Borussia Berlin: 0-2                                                                                      |
| 1976/77 | Bayernliga          | III    | 14        | 1e ronde  | < Hassia Bingen: 2-3                                                                                               |
| 1977/78 | Bayernliga          | III    | 8         | --        | |
| 1978/79 | Bayernliga          | III    | 3         | --        | |
| 1979/80 | Bayernliga          | III    | 4         | --        | |
| 1980/81 | Bayernliga          | III    | 4         | --        | |
| 1981/82 | Bayernliga          | III    | 2         | --        | |
| 1982/83 | Bayernliga          | III    | 16        | --        | |
| 1983/84 | Landesliga Nord     | IV     | 1         | --        | |
| 1984/85 | Bayernliga          | III    | 18        | --        | |
| 1985/86 | Landesliga Nord     | IV     | 1         | --        | |
| 1986/87 | Bayernliga          | III    | 14        | --        | |
| 1987/88 | Bayernliga          | III    | 10        | --        | |
| 1988/89 | Bayernliga          | III    | 2         | --        | |
| 1989/90 | Bayernliga          | III    | 1         | 8e finale | < Eintracht Braunschweig: 0-2; 2e in promotieserie Zuid met 1. FSV Mainz 05, SSV Reutlingen en Rot-Weiss Frankfurt |
| 1990/91 | 2. Bundesliga       | II     | 20        | --        | |
| 1991/92 | Bayernliga          | III    | 7         | 1e ronde  | < SV Waldhof Mannheim: 1-6                                                                                         |
| 1992/93 | Bayernliga          | III    | 9         | --        | |
| 1993/94 | Bayernliga          | III    | 9         | --        | |
| 1994/95 | Bayernliga          | IV     | 5         | --        | herinvoering Regionalliga                                                                                          |
| 1995/96 | Bayernliga          | IV     | 3         | --        | |
| 1996/97 | Bayernliga          | IV     | 5         | 1e ronde  | < Hansa Rostock: 2-5                                                                                               |
| 1997/98 | Bayernliga          | IV     | 1         | --        | |
| 1998/99 | Regionalliga Süd    | III    | 5         | --        | |
| 1999/00 | Regionalliga Süd    | III    | 11        | --        | |
| 2000/01 | Regionalliga Süd    | III    | 3         | --        | |
| 2001/02 | 2. Bundesliga       | II     | 17        | --        | |
| 2002/03 | Regionalliga Süd    | III    | 12        | 1e ronde  | < 1. FC Union Berlin: 1-2 n.v.                                                                                     |
| 2003/04 | Regionalliga Süd    | III    | 15        | --        | gedwongen degradatie: geen licentie i.v.m. financiële situatie                                                     |
| 2004/05 | Bayernliga          | IV     | 19        | --        | |
| 2005/06 | Landesliga Nord     | V      | 7         | --        | |
| 2006/07 | Landesliga Nord     | V      | 1         | --        | |
| 2007/08 | Bayernliga          | IV     | 16        | --        | |
| 2008/09 | Bayernliga          | V      | 17        | --        | invoering 3. Liga                                                                                                  |
| 2009/10 | Landesliga Nord     | VI     | 2         | --        | |
| 2010/11 | Bayernliga          | V      | 9         | --        | |
| 2011/12 | Bayernliga          | V      | 12        | --        | kwalificatieplay-off voor Regionalliga Bayern > FC Augsburg II: 0-0 uit/0-3 n.v. thuis                             |
| 2012/13 | Bayernliga#Nord     | V      | 1         | --        | |
| 2013/14 | Regionalliga Bayern | IV     | 16        | --        | pd-wedstrijden > r1 TSV Aubstadt: 3-2/4-1; r2 TSV 1860 Rosenheim: 1-0/5-1                                          |
| 2014/15 | Regionalliga Bayern | IV     | 13        | --        | |
| 2015/16 | Regionalliga Bayern | IV     | 14        | --        | |
| 2016/17 | Regionalliga Bayern | IV     | 8         | --        | winnaar Bayerischer Pokal > SV Wacker Burghausen: 1-0                                                              |
| 2017/18 | Regionalliga Bayern | IV     | 3         | 2e ronde  | < Eintracht Frankfurt: 0-4; winnaar Bayerischer Pokal > SpVgg Oberfranken Bayreuth: 3-1                            |
| 2018/19 | Regionalliga Bayern | IV     | 4         | 1e ronde  | < FC Schalke 04: 0-2                                                                                               |
| 2019/21 | Regionalliga Bayern | IV     | 4         | 1e ronde  | < FC Schalke 04: 1-4 uit                                                                                           |
| 2021/22 | Regionalliga Bayern | IV     | 5         | --        | |
| 2022/23 | Regionalliga Bayern | IV     | 6         | --        | |
| 2023/24 | Regionalliga Bayern | IV     | 10        | --        | |
| 2024/25 | Regionalliga Bayern | IV     | 1         | --        | |
| 2025/26 | 3. Liga             | III    | .         | 1e ronde  | < Fortuna Düsseldorf: 2-4                                                                                          |

## Bekende ex-spelers
- Albin Kitzinger
- Andreas Kupfer
- Robert Bernard
- Günter Bernard
- Lothar Emmerich